# Восемь хоралов
«Восемь хоралов в качестве преамбулы» (нем. Acht Choräle zum Präambulieren), другое название ― «Первая часть сборника из нескольких хоралов» (нем. Erster Theil etlicher Choräle), PWC 45-52, T. 1-8, PC 1-8 ― сборник литургической органной музыки Иоганна Пахельбеля, опубликованный при жизни композитора. Включает в себя восемь хоральных прелюдий в различных стилях.

## История
Сборник является одной из самых ранних публикаций Пахельбеля, однако остаётся загадкой, где и когда он впервые был издан. Иоганн Маттезон заявил, что первое издание «Восьми хоралов» увидело свет раньше 1693 года, при этом в оригинальном издании сборника отсутствуют какие-либо указания на год публикации. Единственным дошедшим до наших дней экземпляром сочинения является нюрнбергское издание Кристофа Вайгеля-старшего, который, помимо данных хоралов, выпустил в 1699 году «Гексахорд Аполлона» и переиздал «Музыкальные восторги» ― цикл из шести сюит Пахельбеля. Одна из таких копий Вайгеля имеет пометку «1693», однако точность этой датировки весьма сомнительна ― во-первых, дата могла быть добавлена гораздо позже издания сборника, во-вторых, Вайгель работал в Нюрнберге по крайней мере до 1698 года. Учитывая количество переизданий «Восьми хоралов», они, должно быть, пользовались значительной популярностью уже при жизни композитора. Название сборника («Первая часть … хоралов») указывает на то, что Пахельбель, возможно, намеревался опубликовать другие сборники хоралов, однако, каких-либо сведений о них не существует.
Рукописный сборник хоральных прелюдий Иоганна Кристофа Баха (1642-1703), двоюродного брата Иоганна Себастьяна Баха, некогда бывшего органистом в Эйзенахе (где Пахельбель познакомился с членами семьи Баха во время своего пребывания там в 1677-1678 годах), может иметь некоторое отношение к «Восьми хоралам» Пахельбеля, учитывая сходство не только тематики, но и названий обоих сборников (неизвестно, кто кого вдохновил):
- Пахельбель: Erster Theil etlicher Choräle welche bey wärendem Gottes Dienst zum Prämbuliren gebrauchet werden können (Первая часть [сборника] разных хоралов, которые могут быть использованы в качестве преамбулы к богослужению)
- Бах: 44 Choräle welche bey wärenden Gottes-Dienst zum Praembuliren gebraucht werden können (44 хорала, которые могут быть использованы в качестве преамбулы к богослужению)

Спустя десятилетия после публикации сборник был выделен Иоганном Маттезоном, который в своей книге «Идеальный капельмейстер» (1739) назвал его содержание «образцом [сочинения хорала], от которого никогда нельзя отказываться».

## Структура
1. Ich ruf zu dir, Herr Jesu Christ ― 3 голоса, cantus firmus в верхнем голосе
2. Wie schön leuchtet der Morgenstern ― 3 голоса. На протяжении всего хорала Пахельбель использует приём имитации: всякий раз, когда начинается следующая фраза, верхние голоса предвосхищают её мелодический контур при помощи коротких подражательных пассажей.
3. Nun lob, mein Seel, den Herren ― 3 голоса
4. Vater unser im Himmelreich ― 4 голоса
5. Wir glauben all an einen Gott ― 3 голоса. Это единственный пример орнаментированного оформления cantus firmus в сохранившихся работах Пахельбеля ― техника, восходящая ко временам творчества Яна Свелинка и Генриха Шейдемана.
6. Dies sind dir heil'gen zehn Gebot ― 4 голоса, в миксолидийском ладу
7. Jesus Christus unser Heiland, der von uns ― 2 голоса
8. Vom Himmel hoch, da komm' ich her ― 3 голоса. Исследователь творчества Пахельбеля Эвальд Нольте предположил, что данная хоральная прелюдия, вероятно, была задумана как имитация пения птиц.